# أخلاقيات الأرض
أخلاقيات الأرض هي فلسفة أو إطار نظري حول كيفية اعتبار البشر للأرض من الناحية الأخلاقية. ألدو ليوبولد (1887-1948) في كتابه A Sand County Almanac (1949)، وهو نص كلاسيكي للحركة البيئية. هناك يجادل بأن هناك حاجة ماسة لـ «أخلاقيات جديدة» «أخلاقيات التعامل مع علاقة الإنسان بالأرض والحيوانات والنباتات التي تنمو عليها».
يقدم ليوبولد أخلاقيات الأرض القائمة على البيئة التي ترفض وجهات النظر التي تركز على الإنسان تماما من البيئة ويركز على الحفاظ على النظم الإيكولوجية الصحية، وتجديد الذات. كان «مقاطعة الرمل» أول عرض منهجي لنهج كلي أو بيئي للبيئة. على الرغم من أن ليوبولد له الفضل في صياغة مصطلح «الأرض الأخلاقية» هناك العديد من النظريات الفلسفية التي تتحدث عن كيفية معاملة البشر للأرض. ومن أبرز أخلاقيات الأرض تلك التي تضرب بجذورها في الاقتصاد، والنفعية، والتحررية، والمساواة، والبيئة.

## أخلاقيات الأرض القائمة على الاقتصاد
وهذه أخلاقيات الأرض تقوم كليا على المصلحة الاقتصادية الذاتية. يرى ليوبولد عيبين في هذا النوع من الأخلاق. أولاً، يجادل بأن معظم أعضاء النظام البيئي ليس لهم قيمة اقتصادية. ولهذا السبب، يمكن لمثل هذه الأخلاقيات أن تتجاهل أو حتى تقضي على هؤلاء الأعضاء عندما تكون ضرورية بالفعل لصحة المجتمع الحيوي للأرض. وثانياً، يميل إلى إبعاد الحفظ الضروري للنظم الإيكولوجية الصحية إلى الحكومة وهذه المهام كبيرة جداً ومنفرة بحيث لا يمكن لهذه المؤسسة أن تعالجها بشكل كافٍ. هذا يرتبط مباشرة في السياق الذي كتب ليوبولد A Sand مقاطعة Almanac.
على سبيل المثال، عندما تأسست دائرة الغابات في الولايات المتحدة على يد جيفورد بينكوت، كانت الروح السائدة اقتصادية والمنفعة. جادل ليوبولد من أجل نهج بيئي، ليصبح واحدا من أول من تعميم هذا المصطلح الذي صاغه هنري تشاندلر كاوليس من جامعة شيكاغو خلال أبحاثه في أوائل القرن العشرين في إنديانا دونز. أصبح الحفاظ على البيئة المصطلح المفضل للنموذج الأكثر مركزية لإدارة الموارد، في حين أن كتابة ليوبولد وإلهامه، جون موير، أدى إلى تطوير البيئة.

## أخلاقيات الأراضي القائمة على النفعية
وكان أبرز دفاع عن النفعية من قبل الفلاسفة البريطانيين جيريمي بنثام وجون ستيوارت ميل. على الرغم من أن هناك العديد من أنواع النفعية، عموما هو الرأي القائل بأن العمل الصحيح أخلاقيا هو العمل الذي ينتج أقصى قدر من الخير للناس. وكثيرًا ما استخدمت النفعية عند اتخاذ قرار حول كيفية استخدام الأراضي، وهي ترتبط ارتباطا وثيقا بأخلاقيات اقتصادية. فعلى سبيل المثال، تشكل هذه الزراعة الأساس للزراعة الصناعية؛ ويعتبر من هذا الرأي أن زيادة الغلة، التي من شأنها أن تزيد من عدد الأشخاص القادرين على استلام البضائع من الأراضي المستزرعة، هي عمل أو نهج جيد. والواقع أن الحجة الشائعة لصالح الزراعة الصناعية هي أنها ممارسة جيدة لأنها تزيد من الفوائد التي تعود على البشر؛ فوائد مثل وفرة الأغذية وانخفاض أسعار المواد الغذائية. غير أن أخلاقيات الأراضي القائمة على النفع تختلف عن الأخلاقيات الاقتصادية البحتة، إذ يمكن استخدامها لتبرير تقييد حقوق الشخص في تحقيق الربح. على سبيل المثال، في حالة المزارع زراعة المحاصيل على منحدر، إذا جريان التربة في الخور المجتمع أدى إلى الضرر من ممتلكات العديد من الجيران، ثم سيتم تجاوز صالح المزارع الفردية من الأضرار التي لحقت جيرانه. وهكذا، ففي حين يمكن استخدام أخلاقيات الأراضي القائمة على النفعية لدعم النشاط الاقتصادي، فإنه يمكن أيضاً استخدامها لتحدي هذا النشاط.

## أخلاقيات الأرض القائمة على التحررية
نهج فلسفي آخر يستخدم في كثير من الأحيان لتوجيه الإجراءات عند إجراء (أو عدم إجراء) تغييرات على الأرض هو التحررية. 20- إن النزعة التحررية هي تقريباً وجهة نظر أخلاقية مفادها أن الوكلاء يملكون أنفسهم ولهم حقوق معنوية خاصة، بما في ذلك الحق في حيازة الممتلكات. بمعنى أكثر مرونة، يتم تعريف الليبرالية بشكل شائع مع الاعتقاد بأن كل شخص له الحق في أقصى قدر من الحرية أو الحرية عندما لا تتعارض هذه الحرية مع حرية الآخرين. ومن المنظرين التحرريين المعروفين جون هوسبيرز. وحقوق الملكية هي حقوق طبيعية بالنسبة للحقوق التحررية. وهكذا، سيكون من المقبول للمزارع أعلاه أن يزرع على منحدر طالما أن هذا العمل لا يحد من حرية جيرانه.
ويرتبط هذا الرأي ارتباطاً وثيقاً بالمنفعة. غالباً ما يستخدم أنصار الحرية الحجج النفعية لدعم حججهم الخاصة. على سبيل المثال، في عام 1968، طبق غاريت هاردين هذه الفلسفة على قضايا الأرض عندما جادل بأن الحل الوحيد لـ «مأساة العموم» هو وضع التربة والموارد المائية في أيدي المواطنين العاديين. يزوّد [هددين] تبريرات نفعيّة أن يساند حجته. ومع ذلك، يمكن القول بأن هذا يترك أخلاقيات الأرض القائمة على الحرية مفتوحة للنقد أعلاه المقدم ضد النهج القائمة على الاقتصاد. وحتى فيما عدا هذا، فإن وجهة النظر التحررية قد تعرضت للطعن في نقد أن العديد من الناس الذين يتخذون قرارات ذات مصلحة ذاتية غالباً ما يتسببون في كوارث إيكولوجية كبيرة، مثل كارثة «تراب بول». ومع ذلك، فإن التحررية هي وجهة نظر فلسفية شائعة في الولايات المتحدة، وخاصة، من قبل مربي الماشية والمزارعين في الولايات المتحدة.

## أخلاقيات الأرض القائمة على المساواة
وكثيراً ما تُطوَّر أخلاقيات الأراضي القائمة على المساواة كرد على اللاتحررية. وذلك لأنه في حين أن التحررية تضمن أقصى قدر من الحرية الإنسانية، فإنها لا تتطلب أن يساعد الناس الآخرين. كما أنه يؤدي إلى التوزيع غير المتكافئ للثروة. الفيلسوف المعروف بالمساواة هو جون رولز. وعند التركيز على استخدام الأراضي، تقيم المساواة توزيعها غير المتكافئ والتوزيع غير المتكافئ لثمار تلك الأرض. بينما كلا من النفعية وأخلاقيات الأراضي القائمة على التحررية يمكن أن يُبرّر هذا التوزيع غير المُعَدّ، فإنّ نهج المساواة يُفضّل المساواة، سواء كان ذلك حقّاً متساوياً في الأرض أو الحصول على الغذاء. ومع ذلك، هناك أيضا مسألة الحقوق السلبية عند التمسك بأخلاقيات قائمة على المساواة. وبعبارة أخرى، إذا كان من المسلم به أن للشخص الحق في شيء ما، فإن شخصا ما يتحمل مسؤولية توفير هذه الفرصة أو السلعة؛ سواء كان ذلك شخص فردي أو الحكومة. وهكذا، فإن أخلاقيات الأرض القائمة على المساواة يمكن أن توفر حجة قوية للحفاظ على خصوبة التربة والمياه لأنها تربط الأرض والمياه بالحق في الغذاء، وبنمو السكان، وانخفاض موارد التربة والمياه.

## أخلاقيات الأرض القائمة على البيئة
وقد تستند أخلاقيات الأرض أيضا إلى مبدأ أن للأرض (والكائنات الحية التي تعيش خارج الأرض) قيمة جوهرية. وتستند هذه الأخلاقيات تقريباً إلى وجهة نظر إيكولوجية أو نظم. هذا الموقف كان أول من قبل أيرز برينسر في استخدامنا للأرض، التي نشرت في عام 1939. قال برينسر إن المستوطنين البيض جلبوا معهم «بذور حضارة نمت من خلال استهلاك الأرض، أي حضارة استخدمت الأرض بنفس الطريقة التي يحرق بها الفرن الفحم». في وقت لاحق، نشرت ألدو ليوبولد بعد وفاته A Sand County Almanac (1949) شعبية هذه الفكرة.
ومن الأمثلة الأخرى النظرة البيئية العميقة التي تقول إن المجتمعات البشرية تبنى على أساس النظم الإيكولوجية المحيطة أو المجتمعات الأحيائية، وأن كل الحياة ذات قيمة أصيلة. على غرار أخلاقيات الأراضي القائمة على المساواة، تم تطوير أخلاقيات الأرض المذكورة أعلاه كبدائل للنُهج النفعية والتحررية. أخلاقيات ليوبولد هي واحدة من النهج الإيكولوجية الأكثر شعبية في أوائل القرن 21. ومن بين الكتاب والمنظرين الآخرين الذين يحملون هذا الرأي ويندل بيري (ب. 1934)، ون. سكوت موماداي، ج. بيرد كاليكوت، وبول ب. طومسون، وباربرا كينغسولفر.

## ألدو ليوبولد في الأراضي
في مقاله الكلاسيكي «أخلاقيات الأرض» نشرت بعد وفاته في مقاطعة الرمل Almanac (1949), ليوبولد يقترح أن الخطوة التالية في تطور الأخلاق هو توسيع الأخلاق لتشمل أعضاء غير البشر من المجتمع الحيوي، يشار إليها مجتمعة باسم «الأرض.» ليوبولد تنص على المبدأ الأساسي لأخلاقيات أرضه كما: «شيء صحيح عندما يميل إلى الحفاظ على سلامة، والاستقرار، وجمال المجتمع الحيوي. وهو خطأ عندما يميل خلاف ذلك.»
كما يصفها بهذه الطريقة: «إن أخلاقيات الأرض توسع ببساطة حدود المجتمع لتشمل التربة والمياه والنباتات والحيوانات، أو بشكل جماعي: الأرض. . . [A] أخلاقيات الأرض يغير دور الإنسان العاقل من الفاتح من المجتمع الأرض إلى عضو عادي والمواطن منه. وهو يعني احترام زملائه الأعضاء، وأيضا احترام المجتمع على هذا النحو.»
ليوبولد كان عالم طبيعية وليس فيلسوفاً هناك الكثير من النقاش العلمي حول ما تؤكده أخلاقيات الأرض في ليوبولد بالضبط وكيف يجادل من أجل ذلك. في جوهرها، تدعي أخلاقيات الأرض (1) أن البشر يجب أن ينظروا إلى أنفسهم على أنهم أعضاء عاديون ومواطنون في المجتمعات الحيوية، وليس على أنهم «فاتحو الأرض» في الأرض؛ (2) أن علينا أن نمد الاعتبار الأخلاقي إلى كليات إيكولوجية («التربة والمياه والنباتات والحيوانات»)، (3) أن اهتمامنا الأخلاقي الأساسي لا ينبغي أن يكون مع النباتات أو الحيوانات الفردية، ولكن مع الأداء الصحي للمجتمعات الحيوية بأكملها، و (4) أن «ملخص المقولة الأخلاقية» من الأخلاق الإيكولوجية هو أننا يجب أن نسعى للحفاظ على سلامة واستقرار وجمال المجتمع الحيوي. وبعيداً عن ذلك، يختلف العلماء حول مدى رفض ليوبولد للنهج التقليدية التي تركز على الإنسان تجاه البيئة وكيف كان ينوي حرفياً تطبيق مقولته الأخلاقية الأساسية. كما يناقشون ما إذا كان ليوبولد يستند في أخلاقيات أرضه في المقام الأول إلى المصالح التي تركز على الإنسان، كما تشير العديد من المقاطع في مقاطعة الرمل إلى أنّه، أو ما إذا كان قد وضع وزناً كبيراً على القيمة الجوهرية للطبيعة. وقد اقترح أحد الطلاب البارزين في ليوبولد، ج. بيرد كاليكوت، أن ليوبولد أسس أخلاقيات أرضه على مطالبات علمية مختلفة، بما في ذلك وجهة نظر داروينية للأخلاقيات باعتبارها متجذرة في مشاعر خاصة للكيث والأقارب، وترى كوبرنيكوسي للبشر كأعضاء عاديين في الطبيعة والكون، والعثور على بيئة حديثة مفادها أن النظم الإيكولوجية هي كل منا معقدة ومتشابكة. ومع ذلك، تم الطعن في هذا التفسير مؤخرا من قبل روبرتا ميلستين، الذي قدم أدلة على أن تأثير داروين على ليوبولد لم يكن له علاقة بآراء داروين حول المشاعر الأخلاقية، ولكن بالأحرى إلى آراء داروين حول الترابط في الصراع من أجل الوجود. 

## مناطق الجذب من ليوبولد في أخلاقيات الأرض
تحظى أخلاقيات ليوبولد ذات المركز الإيكولوجي في الأراضي بشعبية اليوم مع أنصار البيئة السائدين لعدد من الأسباب. وعلى عكس النهج البيئية الأكثر تطرفاً، مثل الإيكولوجيا العميقة أو التركيز البيولوجي، فإنها لا تتطلب تضحيات ضخمة من المصالح الإنسانية. لا يعتقد ليوبولد، على سبيل المثال، أن البشر يجب أن يتوقفوا عن الأكل أو الصيد أو إجراء التجارب على الحيوانات. كما أنه لا يدعو إلى خفض هائل في عدد السكان، أو السماح للبشر بالتدخل في الطبيعة فقط لتلبية الاحتياجات البشرية الحيوية (بغض النظر عن التكاليف الاقتصادية أو غيرها من التكاليف البشرية). وكأخلاقيات بيئية، فإن أخلاقيات ليوبولد في مجال الأراضي هي وجهة نظر معتدلة نسبياً تسعى إلى تحقيق توازن بين المصالح البشرية والبيئة الطبيعية الصحية والمتنوعة بيولوجياً. العديد من الأشياء السائدة لصالح البيئة – تفضيل النباتات والحيوانات المحلية على الأنواع الغازية، والصيد أو الإعدام الانتقائي للسيطرة على الأنواع المكتظة بالسكان التي تضر بالبيئة، والتركيز على الحفاظ على النظم الإيكولوجية الطبيعية الصحية ذاتية التجديد على حد سواء من أجل المنفعة البشرية وقيمتها الذاتية الخاصة - jibe مع أخلاقيات الأرض البيئية في ليوبولد.وقد صيغ تفاهم ذي صلة على أنه أرض عالمية كمشاعات. ومن هذا المنطلق، فإن التنوع البيولوجي وتخزين الكربون الأرضي - وهو عنصر من عناصر التخفيف من آثار تغير المناخ - هما من المنافع العامة العالمية. ومن ثم، ينبغي أن تُحكم الأراضي على نطاق عالمي كمشاعات، مما يتطلب زيادة التعاون الدولي في مجال حفظ الطبيعة.

## الانتقادات
بعض النقاد خطأ ليوبولد لعدم وضوح في توضيح بالضبط ما هي أخلاقيات الأرض وآثارها المحددة على كيفية البشر يجب أن نفكر في البيئة. ومن الواضح أن ليوبولد لم يقصد مبدأه المعياري الأساسي ("شيء صحيح عندما يميل إلى الحفاظ على سلامة واستقرار وجمال المجتمع الحيوي") أن ينظر إليه على أنه مطلق أخلاقي. وهكذا تفسر، فإنه يحظر تطهير الأراضي لبناء المنازل والمدارس، أو المزارع، وتتطلب عموما نهج "الأيدي قبالة" للطبيعة التي ليوبولد بوضوح لا تفضل. ومن المفترض، لذلك، أن يُنظر إلى مقولته على أنها مبدأ توجيهي عام لتقييم النظم الإيكولوجية الطبيعية والسعي إلى تحقيق ما أسماه حالة مستدامة من الانسجام بين الرجل والأرض." ولكن هذا أمر غامض، ووفقا لبعض النقاد، ليس مفيدا بشكل رهيب.
الانتقاد الشائع الثاني ليوبولد هو أنه يفشل في أن يذكر بوضوح لماذا ينبغي لنا أن نعتمد أخلاقيات الأرض. وكثيراً ما يستشهد بأمثلة عن الأضرار البيئية (مثل تآكل التربة والتلوث وإزالة الغابات) التي تنتج عن المواقف التقليدية التي تركز على الإنسان، «الفاتح» تجاه الطبيعة. ولكن من غير الواضح لماذا تدعم مثل هذه الأمثلة أخلاقيات الأراضي على وجه التحديد، بدلاً من التركيز البيولوجي أو بعض الأخلاقيات البيئية الأخرى الصديقة للطبيعة. ليوبولد أيضا في كثير من الأحيان تناشد علم البيئة الحديثة، نظرية التطور، وغيرها من الاكتشافات العلمية لدعم أخلاقيات الأرض له. وقد أشار بعض المنتقدين إلى أن مثل هذه النداءات قد تنطوي على انتقال غير المشروع من الحقائق إلى القيم. على الأقل، يدعي مثل هؤلاء النقاد، ينبغي أن يقال المزيد عن الأساس المعياري لأخلاقيات ليوبولد الأرض.
يعترض نقاد آخرون على هوللوبولد الإيكولوجية. وفقا ل المدافع عن حقوق الحيوان، توم ريغان، يتغاضى ليوبولد عن التضحية خير الحيوانات الفردية لصالح الكل، وبالتالي هو شكل من أشكال «الفاشية البيئية.» وفقا لهؤلاء النقاد، ونحن نرفض بحق مثل هذه النهج الشامل في الشؤون الإنسانية. لماذا، يسألون، يجب أن نعتمدها في معاملتنا للحيوانات غير البشرية؟
وأخيراً، تساءل بعض المنتقدين عما إذا كانت أخلاقيات ليوبولد في الأراضي قد تتطلب تدخلات غير مقبولة في الطبيعة من أجل حماية التوازنات الإيكولوجية الحالية، ولكن العابرة. إذا كانت الضرورة البيئية الأساسية هي الحفاظ على سلامة واستقرار النظم الإيكولوجية الطبيعية، ألن يتطلب ذلك تدخلات بشرية متكررة ومكلفة لمنع التغيرات الطبيعية في البيئات الطبيعية؟ في الطبيعة ، يتم تعطيل «استقرار وسلامة» من النظم الإيكولوجية أو تدميرها في كل وقت من الجفاف، والنار، والعواصف، والآفات، والحيوانات المفترسة الغازية حديثًا، الخ. هل يجب على البشر أن يعملوا على منع مثل هذه التغيرات البيئية، وإذا كان الأمر كذلك، فما هي التكلفة؟ لماذا يجب أن نضع مثل هذه القيمة العالية على التوازنات الإيكولوجية الحالية؟ لماذا نعتقد أنه من دورنا أن نكون مشرف الطبيعة أو شرطي؟ ووفقاً لهؤلاء المنتقدين، فإن ضغوط ليوبولد على الحفاظ على التوازنات الإيكولوجية القائمة تتركز بشكل مفرط على الإنسان وتفشل في التعامل مع الطبيعة بالاحترام الذي تستحقه.

## روابط خارجية
- Land Ethic Toolbox
- The Land Ethic—abridged html version, with commentary on its critique of Biblical traditions, full pdf version—neohasid.org
- The Aldo Leopold Foundation